# Interbrand
Interbrand — консалтинговое агентство в области брендинга (ребрендинга, нейминга), один из мировых лидеров. Является дочерним предприятием Omnicom Group. Основано Джоном Мёрфи в Лондоне в 1974 году. Компания наиболее известна своим ежегодным исследованием в котором оценивают ТОП-100 самых дорогих брендов мира: стоимость, рост акций и т. д.; при составлении рейтинга учитываются бренды, владельцы которых ведут бизнес минимум на трех континентах и получают не менее трети выручки за пределами родной страны.
На российский рынок агентство вышло в 2005 году. Осенью 2014 года, после присоединения Крыма к РФ, центральный офис (лондонский) не продлил франшизу московскому филиалу (ЗАО «Бренд Девелопмент Системс») и российское представительство было закрыто. С 2015 года российские бренды в глобальный рейтинг агентства Interbrand не входят..

## История
Сеть компании Interbrand насчитывает 40 офисов в 25 странах, что делает её крупнейшим бренд-консалтинговым агентством в мире. Агентство предоставляет полный цикл услуг, связанных с созданием, управлением и оценкой стоимости бренда.
Клиентами Interbrand в разное время были: PricewaterhouseCoopers, Compaq, AstraZeneca, Deutsche Telekom, British Airways, American Airlines, Cathay Pacific, Canadian Air, Qantas, 3Com, Тройка диалог, Thai Airways International, Shtokman, AT&T, а также футбольные клубы «Шахтер», «Ювентус» и «Рубин».
Компания занималась разработкой логотипа Зимних Олимпийских игр 2014 года — Сочи-2014.